# Sebja Kelbia
La sebja Kelbia (en árabe : سبخة الكلبية) es una sebja tunecina de 8 000 hectáreas sitas al centro del país, sobre el territorio del Gobernación de Susa, más concretamente al sur de la delegación de Kondar.
Considerada como el segundo humedal  más importante del país, después del lago Ichkeul, está clasificada como  reserva natural por un decreto del ministerio de la Agricultura del  de  de . Ha sido declarada igualmente sitio Ramsar el  7 de noviembre de 2007.

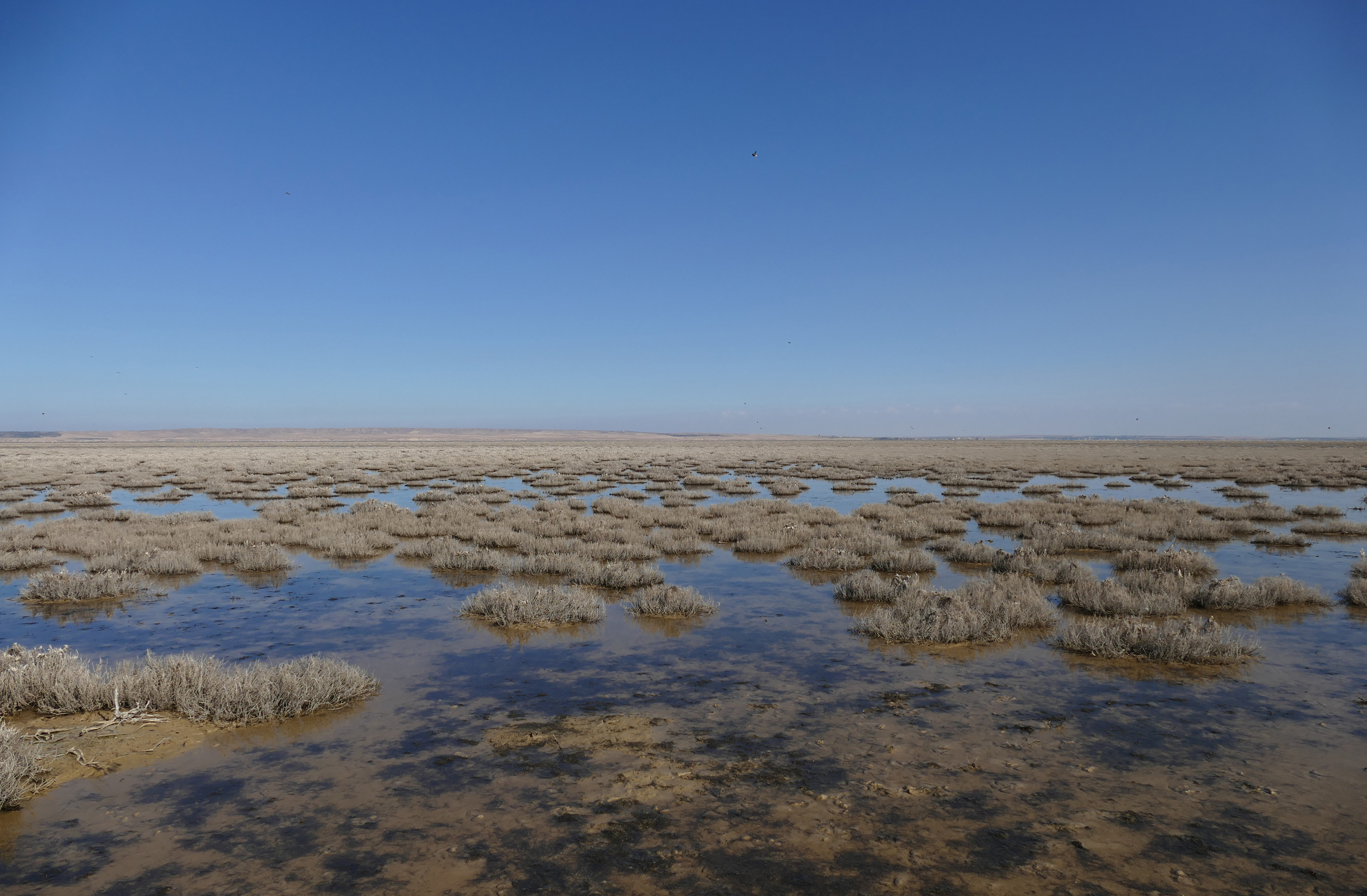
Sebja Kelbia en 2017.

Tres uadis, Nebhana, Merguellil y Zeroud, que desembocan en la sebja cuando se producen riadas, están controlados ahora por embalses que protegen la llanura contra las inundaciones. Pero estas construcciones, acopladas con la puesta en aprovechamiento de vastas tierras agrícolas irrigadas, tiene sin duda  un impacto medioambiental sobre la sebkha, que  sin embargo  no ha sido objeto de estudio hasta el día de hoy
La población agrícola que vive en los alrededores de la sebja está estimada en aproximadamente 23 000 personas. Por ello un plan de gestión intenta obtener la cooperación de ésta con el fin de preservar el futuro de la sebja.